# Clando (film, 1996)
Pour les articles homonymes, voir Clando (homonymie).
Pour plus de détails, voir Fiche technique et Distribution.
Clando est un film franco-camerounais réalisé par Jean-Marie Teno, sorti en 1996.

## Fiche technique
- Titre : Clando
- Réalisation : Jean-Marie Teno
- Scénario : Jean-Marie Teno
- Photographie : Nurith Aviv
- Montage : Aurelie Ricard
- Musique originale : Ben's Belinga
- Production : Jean-Marie Teno
- Sociétés de production : Les Films du Raphia, Arte et ZDF
- Pays d'origine :  France et  Cameroun
- Langues originales : français, bandjoun
- Genre : drame
- Durée : 97 minutes

## Distribution
- Paulin Fondouop
- Caroline Redl
- Henriette Fenda